# Rue de la Cigogne (Colmar)
Pour les articles homonymes, voir Rue de la Cigogne.
La rue de la Cigogne est une voie de la commune française de Colmar.

## Situation et accès
Cette voie de circulation, d'une longueur de 170 m, se trouve dans le quartier centre.
On y accède par les rues de la Grenouillère, de l'Est et du Chasseur.
Cette voie n'est pas desservie par les bus de la TRACE.

## Origine du nom
La rue doit son nom à la présence de marécages au XIXe siècle.

## Bâtiments remarquables et lieux de mémoire
Dans cette rue se trouvent des édifices remarquables[Lesquels ?].

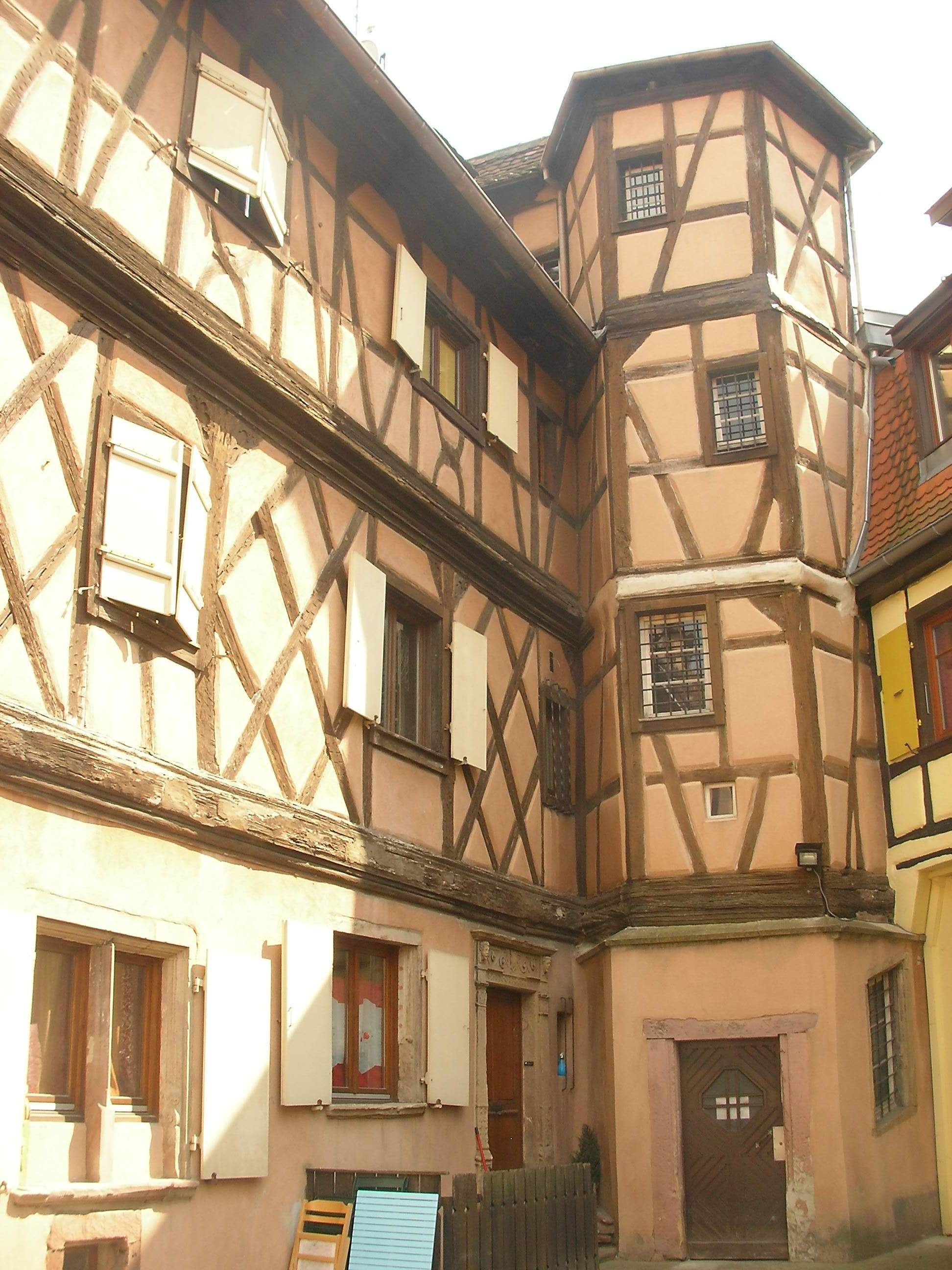
Auberge Storckenhof (XVIe)
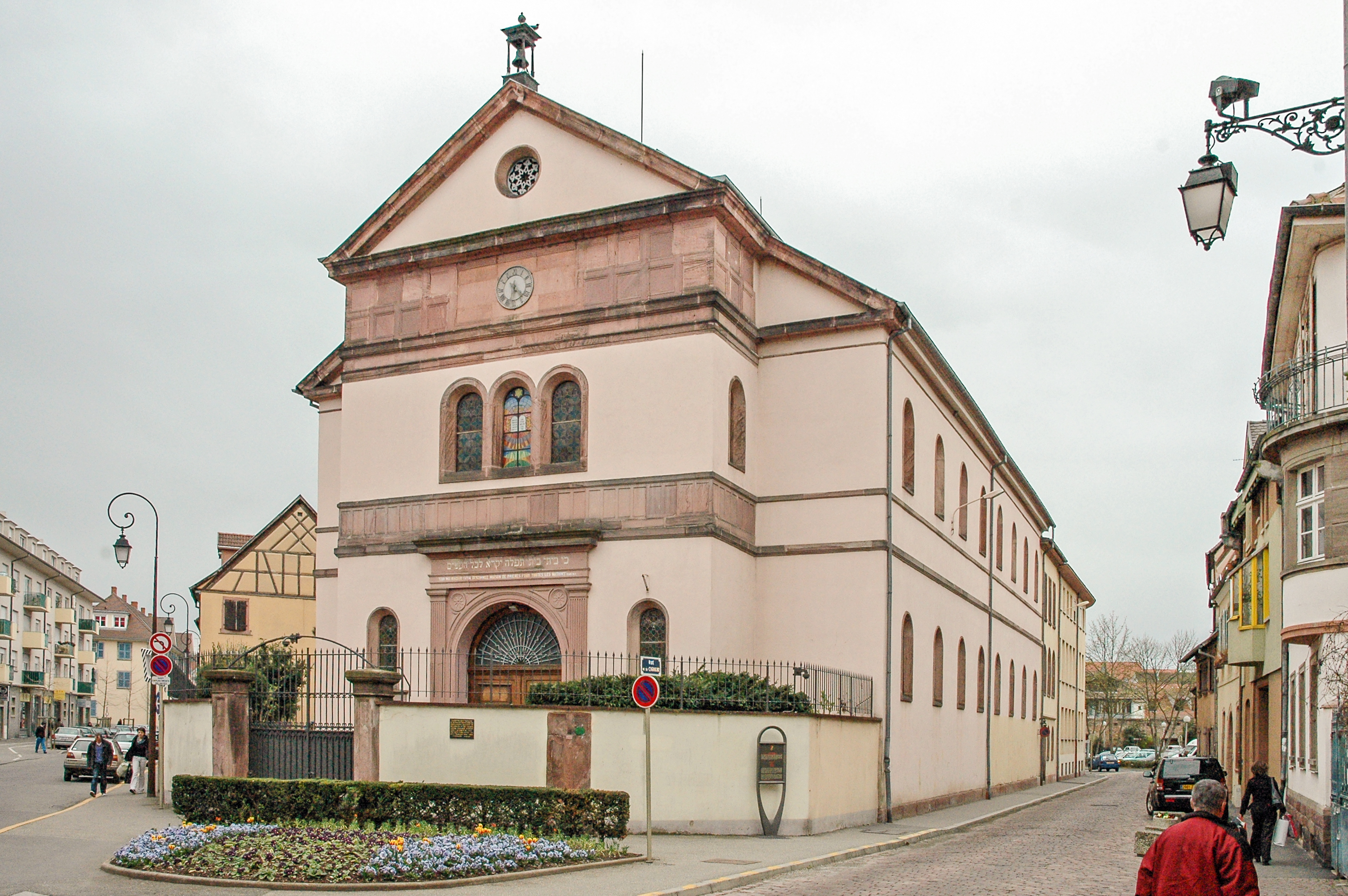
Synagogue (1839[5]) Inscrit MH (1984)